# Dorfkirche Reinshagen

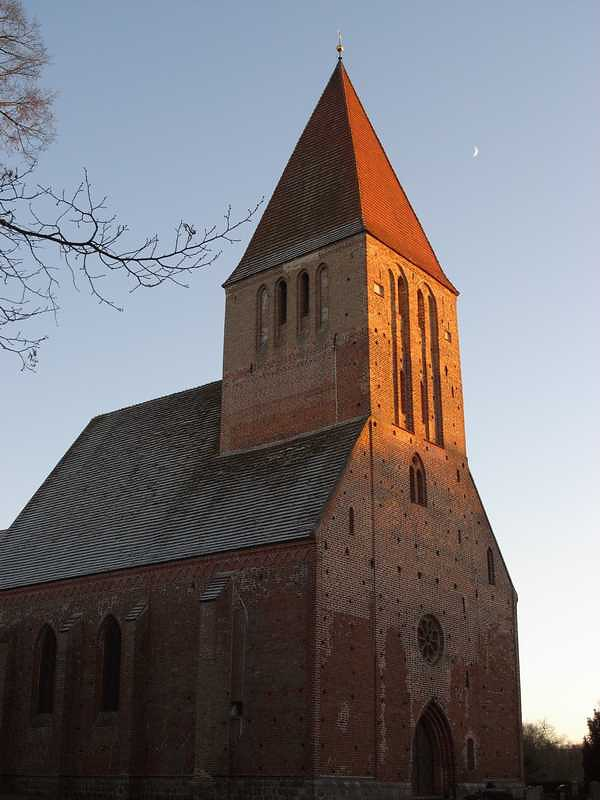
Dorfkirche Reinshagen

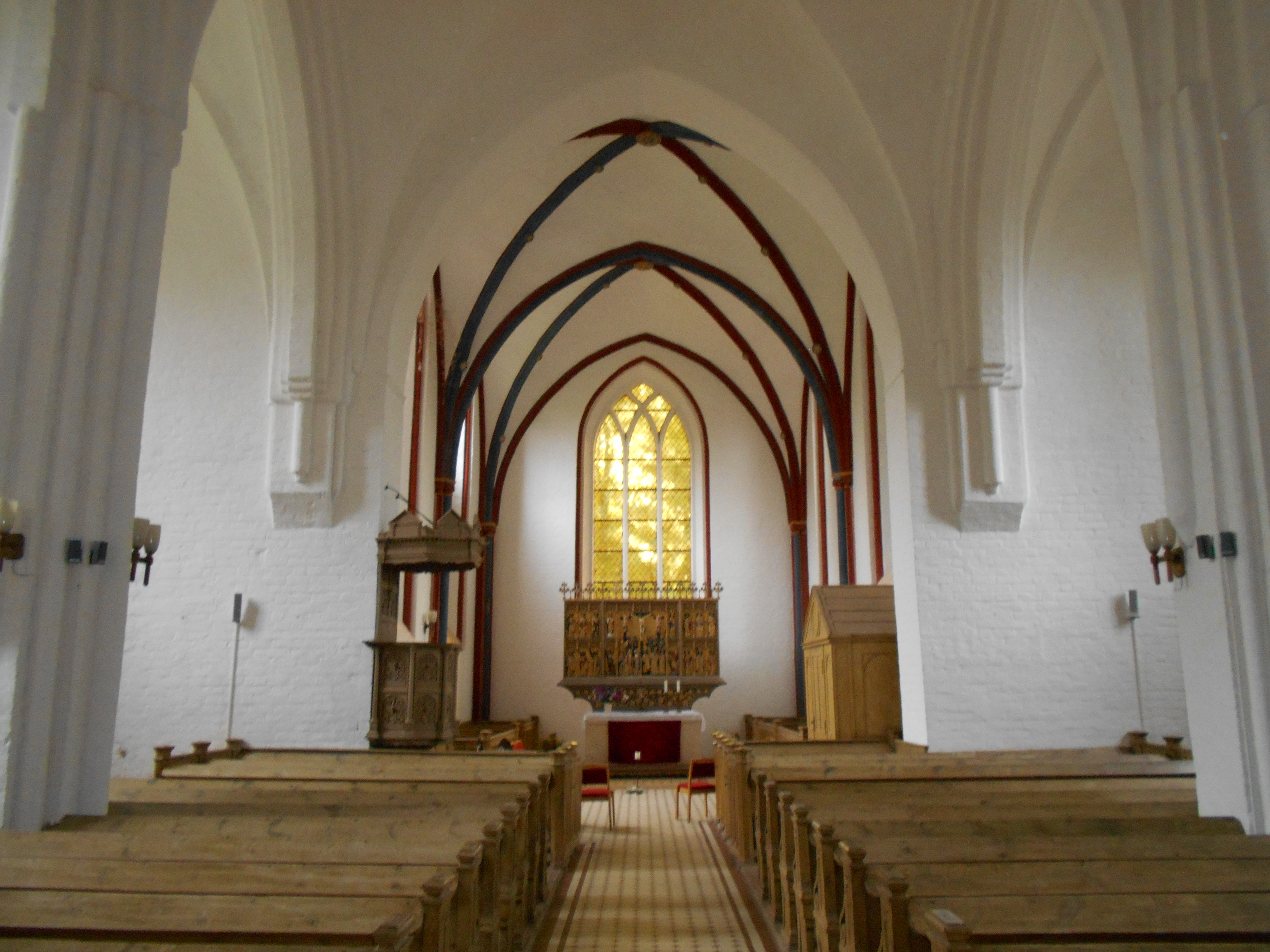
Innenansicht nach Osten

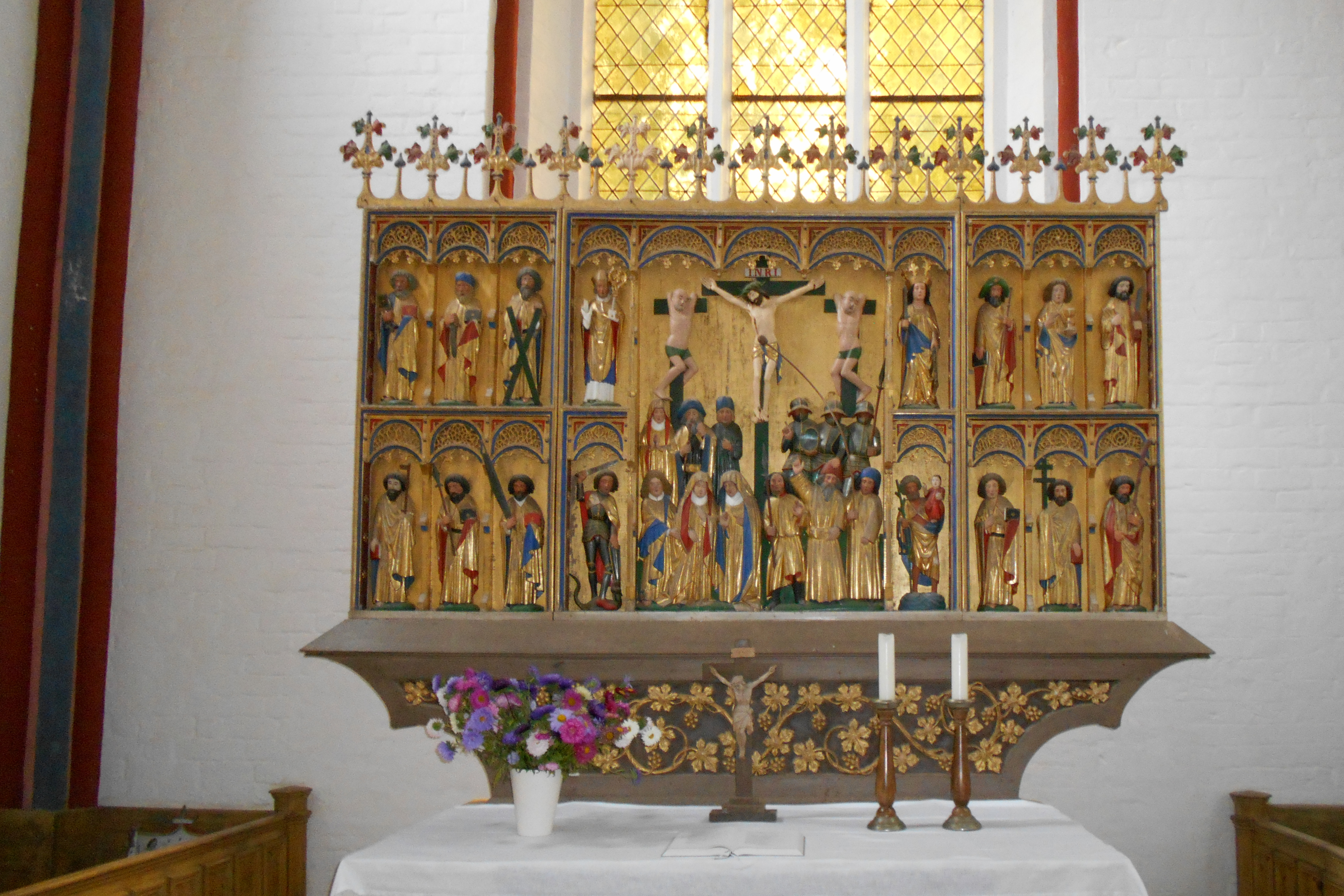
Altarretabel

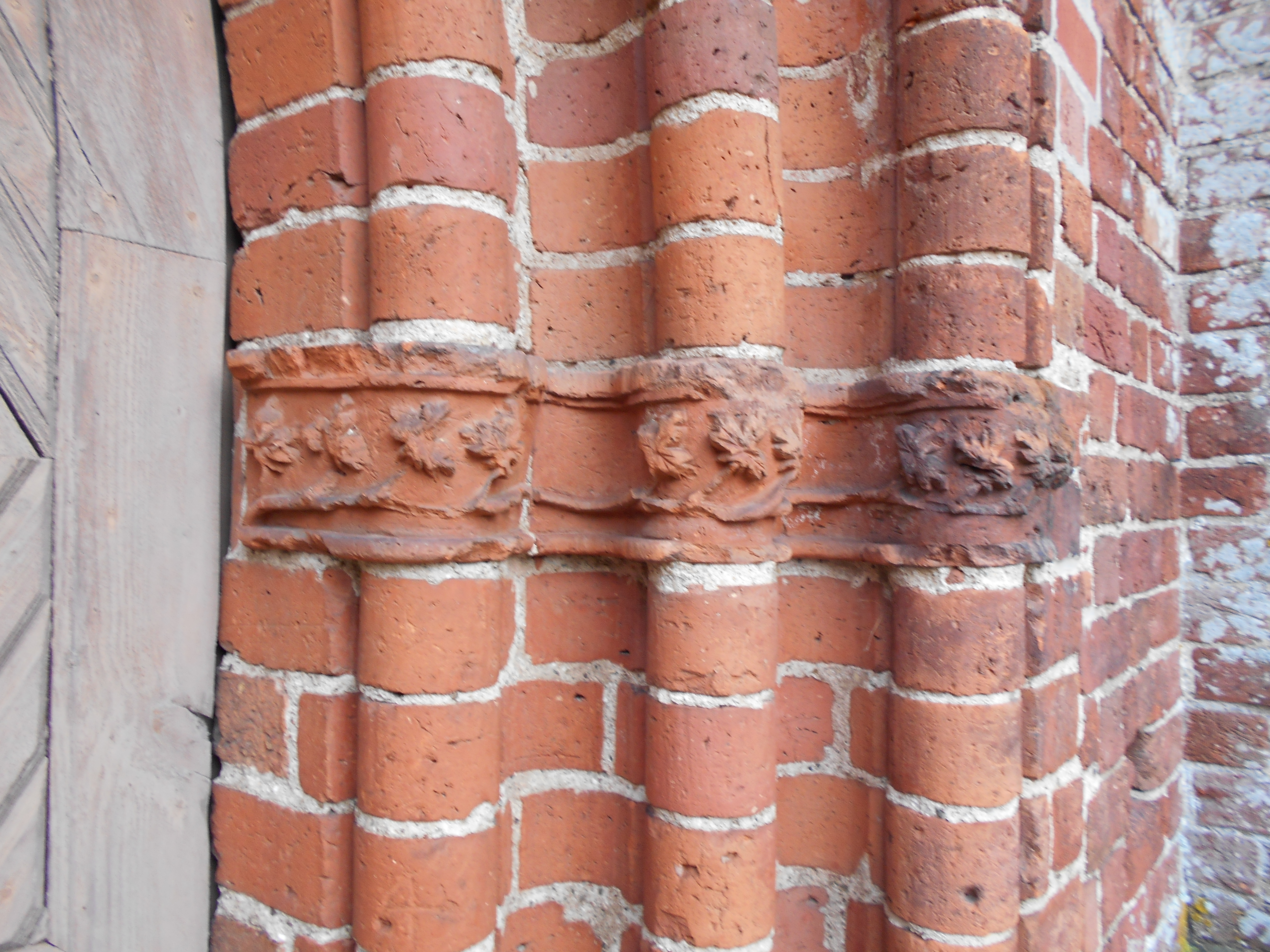
Kapitellplastik am Südportal

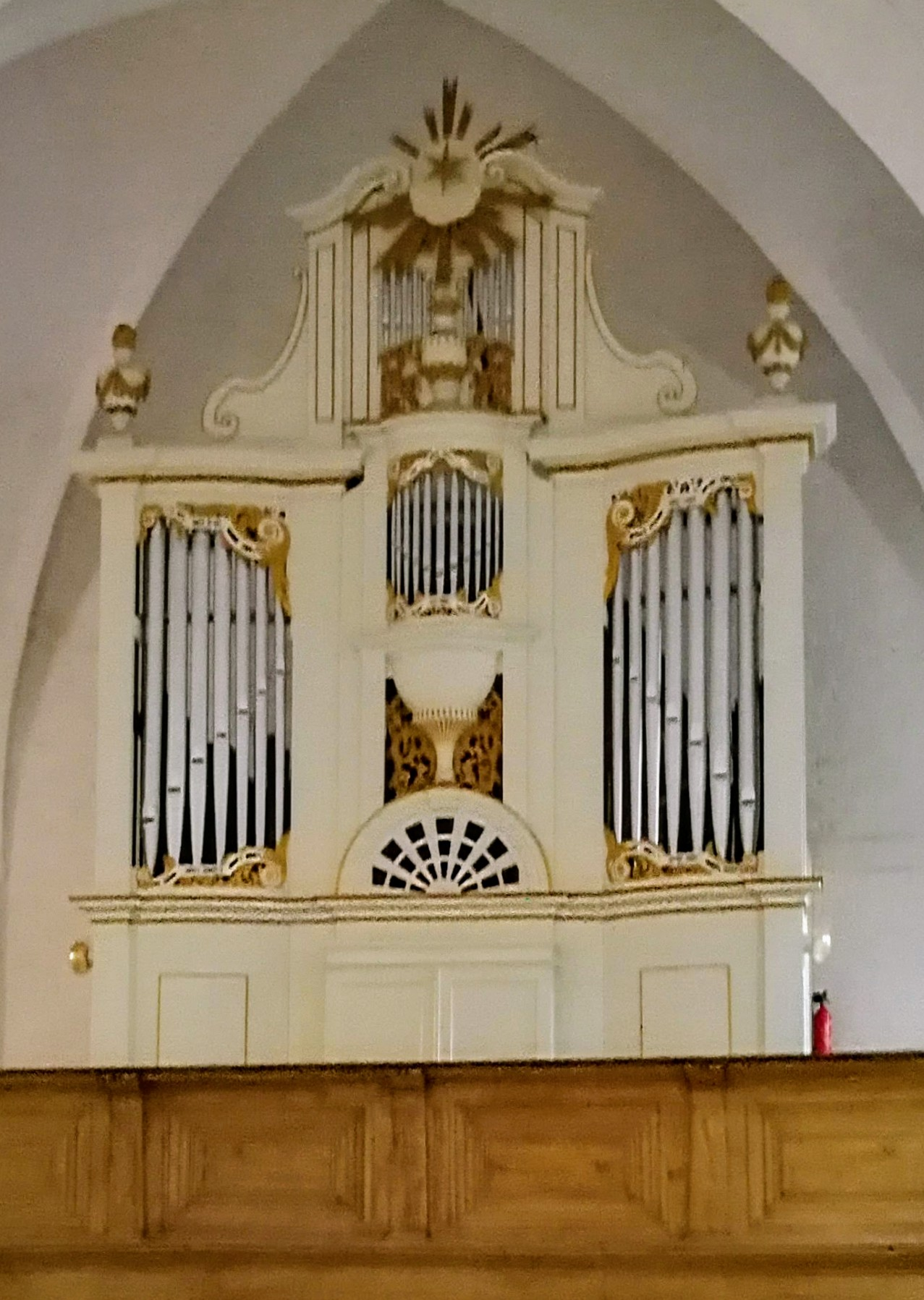
Orgel

Die evangelische Dorfkirche von Reinshagen ist eine gotische Backsteinkirche im Ortsteil Reinshagen von Lalendorf im Landkreis Rostock in Mecklenburg-Vorpommern. Sie gehört der Kirchengemeinde Reinshagen in der Propstei Rostock im Kirchenkreis Mecklenburg der Evangelisch-Lutherischen Kirche in Norddeutschland (Nordkirche).

## Baubeschreibung
Die Dorfkirche Reinshagen ist ein stattliches Backsteinbauwerk mit Feldsteinfundament. Die Kirche ist eine frühe Hallenkirche mit dreischiffigem und dreijochigem Langhaus aus der Zeit um 1300 und einem rechteckigen zweijochigen Chor mit geradem Ostabschluss, der dendrochronologisch auf 1282 datiert wurde. Der im Grundriss quadratische Westturm ist in das Langhaus eingebaut, wobei die Seitenschiffe als Nebenräume am Turm bis an die Westwand geführt wurden. Zwei südliche Portale und ein westliches Portal mit reicher Profilierung und Blattschmuck in der Kapitellzone führen in die Kirche. Das südliche Chorportal ist wie in der Dorfkirche Wattmannshagen auch an den Archivolten mit Blattschmuck versehen. Das jüngere Turmobergeschoss ist nach Westen mit zwei steil proportionierten Blenden gegliedert und schließt mit einem Pyramidendach. Die Fenster sind mit Ausnahme des dreiteiligen Ostfensters zweiteilig. Über dem Westportal ist ein Rundfenster angeordnet, das in ähnlicher Form bei anderen frühgotischen Dorfkirchen zu finden ist, zum Beispiel in Wattmannshagen.
Die Detailformen im Innern des Chors sind sorgfältig ausgeführt; die Rippen mit Birnstabprofil sind ähnlich wie in der Dorfkirche Mestlin mit Sternmedaillons und die Kapitelle mit Weinlaub verziert. Im Langhaus sind die vier im Grundriss kreuzförmigen Pfeiler mit halb- und dreiviertelrunden Diensten ohne Kapitelle versehen, die wie auch die Gewölbe wohl erst im 14. Jahrhundert entstanden sind. Im Westbau wurde die ursprünglich geplante Einwölbung nicht ausgeführt. Nördlich am Chor ist eine zweijochige kreuzgratgewölbte Sakristei angebaut.

## Ausstattung
Der Schnitzaltar stammt aus der Zeit um 1500. Er zeigt im Mittelschrein eine figurenreiche Kreuzigung flankiert von den Heiligen Nikolaus, Georg, Katharina und Christophorus; in den Flügeln sind die zwölf Apostel in je zwei Reihen übereinander dargestellt. Die Kanzel mit dem Wappen der Familie von Oldenborg ist auf das Jahr 1586 datiert.
Im Erdgeschoss des Turmes befindet sich auf nördlicher Seite der Zugang zur Gruft der Familie von Pentz, die seit 1802 im benachbarten Gremmelin ansässig ist und zusammen mit den Grafen von Schaumburg-Lippe bis 1945 das Kirchenpatronat ausübte. Zahlreiche weitere Mitglieder der Familie von Pentz haben ihre Gräber auf dem Friedhof von Reinshagen.
Schließlich ist noch ein Grabstein des Ewalt von Oldenborg von 1620 zu erwähnen. Eine große Glocke aus dem 14. Jahrhundert mit Minuskelinschrift ist auf den Ton e1+11 gestimmt.

## Orgel
Die Orgel mit Barockprospekt ist ursprünglich ein Werk Paul Schmidts von 1786. Sie wurde allerdings 1885 durch Carl Börger umdisponiert und erhielt eine neue Manualklaviatur. Das renovierungsbedürftige Instrument besitzt 15 Register auf einem Manual und Pedal.
Die Disposition der Orgel lautet:
| Manual CD–c3 |     |
| Bordun       | 16′ |
| Principal    | 8′  |
| Gamba        | 8′  |
| Gedact       | 8′  |
| Flauta       | 4′  |
| Octave       | 4′  |
| Quinta       | 3′  |
| Octave       | 2′  |

| Pedal C–d1 |     |
| Subbass    | 16′ |
| Violon     | 8′  |
| Bassflöte  | 8′  |
| Gedact     | 8′  |
| Octave     | 4′  |
| Choralbass | 4′  |
| Posaune    | 16′ |

## Gedruckte Quellen
- Mecklenburgisches Urkundenbuch (MUB)
- Mecklenburgische Jahrbücher (MJB)